# Kadima

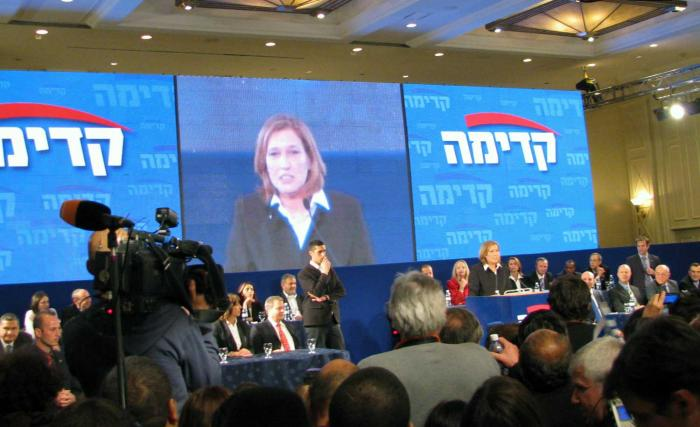
Nit de les eleccions de 2009 a la seu de Kadima

Kadima, de vegades transcrit com a Qadima,(hebreu: קדימה‎, Kadima, «endavant») fou un partit polític israelià d'ideologia centrista. Fou fundat pel primer ministre Ariel Xaron després d'abandonar el dretà Likkud, el 21 de novembre de 2005. Kadima, que significa "Cap endavant" o "Endavant", aparegué pocs dies després que Xaron el fundés.

## Història

### Rumors de ruptura
La tensió política entre Ariel Xaron i la dreta més radical, tant dins del Likkud com fora, fou un tema d'especulació en els mitjans de comunicació israelians. El rumor que Xaron podria abandonar el seu propi partit per fundar-ne un de nou, format pels seus aliats del Likkud i obert als membres descontents d'altres partits, es conegué a Israel com el "big-bang", ja que comportaria una reorganització radical del mapa polític israelià.
Diversos factors van desencadenar la sortida d'Ariel Xaron del Likkud. Després de la ruptura oficial del partit, Xaron va assegurar que era una decisió presa sense pensar molt, per la qual cosa els crítics han posat en dubte el seu paper com a nou referent polític i com a forjador de coalicions en l'actual Israel. Xaron és conegut per les seves complexes coalicions en la política d'Israel. Va començar la seva carrera política amb tendències esquerranes, quan pertanyia a les Forces Armades d'Israel i sota la tutela de David Ben-Gurion. De fet, Xaron va arribar a ser líder del partit d'esquerra Xelomtsiyyon. Després, la seva ideologia va anar evolucionant cap al centredreta i va començar a assentar-se en el Likkud, el qual va arribar al poder per primera vegada el 1977 sota el lideratge de Menahem Beguín.
Quan Xaron va emergir com heroi de guerra després de la Guerra del Yom Kippur (1973), va aportar el seu prestigi personal per impulsar el Likkud d'una forma extraordinària i va ajudar que arribés el poder sota el lideratge de Menahem Beguín en 1977. El creixement del Likkud va portar a la democràcia israeliana a la seva fase de maduresa, ja que era la primera vegada que un partit de l'oposició arribava al poder de forma pacífica. Va ser també un triomf dels ideals del Revisionisme Sionista, que va aconseguir representació al govern israelià.
Xaron va col·laborar en la creació del Likkud en ser un element integrador (Likkud significa "consolidació") entre alguns partits liberals israelians i el Herut, tots ells coneguts globalment com a Gahal. Xaron va liderar el Likkud des de 1999, arrabassat el lloc a Binyamín Netanyahu. Es va convertir en primer ministre d'Israel en 2001.
El seu Pla de retirada unilateral israeliana de la Franja de Gaza i la part nord de Cisjordània (Samària), ocupades i administrades per Israel des de la Guerra dels Sis Dies va ser rebutjat en referèndum els militants del Likkud, però Xaron va formar una altra coalició quan va convèncer els laboristes el desembre de 2004 que li van donar suport per dur a terme, formant un govern d'unitat. D'aquesta manera, Xaron va deixar aïllats als partits més radicals de la dreta, que fins aleshores havien estat els seus aliats més ferms.

### Oposició interna dins el Likkud
El Pla de retirada unilateral israeliana, va treure a la llum les discrepàncies internes en el Likkud i en la societat israeliana en general. Netanyahu va accelerar la fractura del partit en presentar-se com el líder de la facció més conservadora, que es negava a l'evacuació. Al mateix ritme que la popularitat d'Ariel Xaron creixia entre la ciutadania israeliana, anava minvant dins del seu propi partit.
Xaron es va beneficiar políticament de l'inici de la Intifada d'Al-Aqsa, el setembre de 2000, en resposta al fracàs de les negociacions amb els palestins per arribar a una "situació final" a la cimera de Camp David de 2000. Mentre Ehud Barak continuava fent concessions als palestins a la conferència de Taba el gener de 2001, les onades d'atemptats suïcides van crear una sensació general d'inseguretat, i una forta desconfiança en la bona fe dels palestins. El descontentament general amb les polítiques de centreesquerra i les falses perspectives d'assolir una pau negociada amb els palestins va provocar un tomb a la dreta en el panorama polític, que va ser aprofitat per Xaron i el Likkud.
Xaron va ser nomenat primer ministre al març de 2001, havent vençut els laboristes de Barak per un ampli marge. Xaron va ser reelegit de manera aclaparadora en 2003, batent al laborista i pacifista Amram Mitsnà.
Quan Xaron va començar a alinear-se amb els laboristes i altres partits més moderats, els polítics més dretans del Likkud s'alçaren com els seus opositors més ferotges, propiciant diverses derrotes a la Kenésset. Com a mostra de descontentament, rebutjar confirmar els aliats més propers de Xaron en alguns llocs ministerials en 2005. Aquesta ruptura de la disciplina de partit va debilitar les polítiques governamentals de Xaron, el qual va haver de dedicar per complet a mantenir la unitat del partit.
Netanyahu va dimitir el 7 d'agost de 2005 com a ministre d'Economia, al·legant que no estava disposat a participar en un govern que posava en perill la seguretat dels ciutadans d'Israel en imposar el pla de retirada de Gaza. Xaron va ser incapaç d'aconseguir que el Comitè Central del Likkud aprovés la designació del seu aliat Ehud Olmert per substituir Netanyahu, la qual cosa va suposar una gran frustració i humiliació personal per Xaron.

### Dimissió dels ministres laboristes
L'etapa final de la ruptura es va produir quan Ximon Peres, aliat d'Ariel Xaron, va ser derrotat de manera inesperada pel líder del Histadrut, Amir Peretz, en les eleccions primàries del Partit Laborista el 8 de novembre de 2005. La primera decisió de Peretz en el seu nou càrrec va ser la de retirar tots els ministres laboristes del govern d'unitat de Xaron, reclamant la dissolució de la Kenésset i l'anticipació de les eleccions per a març de 2006, les quals en principi estaven previstes per al novembre del mateix any.
Quan tots els ministres laboristes havien dimitit, Xaron va perdre el suport de l'ala més centrista del laborisme, que havia aconseguit gràcies a la moderació de la seva agenda política, consistent en converses contínues amb la ANP per aconseguir unes "fronteres permanents" i la resolució final del conflicte palestino-israelià.

### Xaron, Primer Ministre de Kadima
El partit va ser fundat per Ariel Xaron després que va deixar formalment el Likkud el 21 de novembre de 2005 per establir un nou partit que li atorgués la llibertat de dur a terme el pla de desvinculació i eliminar els assentaments israelians del territori palestí i fixar les fronteres d'Israel amb un futur estat palestí, no haver d'estar sotmès a les rígides directrius del Likkud i poder optar a un tercer mandat com a primer ministre el 2006.
El nom de Kadima no fou adoptat de forma immediata, sinó que el nom inicial fou "Responsabilitat Nacional" (en hebreu, אחריות לאומית, aharayut leümit [aχaʁaˈjut leu'mit]), nom proposat per la ministra de justícia Tsippi Livni i amb el suport fervorós de Reüven Adler, col·laborador i assessor d'estratègia de Xaron. Encara que "Responsabilitat Nacional" fou considerat un nom provisional, en principi era molt més popular que Kadima, i semblava que seria el nom definitiu. Però el 24 de novembre de 2005 s'anuncià que el partit adoptaria el nom definitiu de Kadima.
Xaron va obtenir el suport de més dels 14 membres de la Kenésset (més d'un terç dels 40 membres del Likkud de la Kenésset) necessaris per poder optar als beneficis constitucionals que s'atorguen als nous partits i va continuar com a primer ministre, amb la facultat de cobrir a voluntat els llocs que van deixar els ministres laboristes. Durant la primera setmana de l'existència del nou partit, Xaron va intentar cobrir aquestes vacants amb membres del Kadima. El 22 de novembre de 2005, Xaron va aconseguir el beneplàcit del president Moixé Qatsav i del fiscal general Menahem Mazuz per convocar eleccions anticipades el 28 de març de 2006. El 4 de gener del 2006, Ehud Olmert assumí el càrrec de primer ministre d'Israel en funcions a causa del greu accident vascular cerebral que patí Xaron.

### Olmert, Primer Ministre de Kadima
El 6 d'abril de 2006, el president Moixé Qatsav va demanar formalment a Ehud Olmert de Kadima, el partit guanyador de les eleccions legislatives d'Israel de 2006, que formés un govern que el designés oficialment com a primer ministre. Es va formar un govern de coalició format per Kadima, laboristes, Xas i Guil. Olmert es va negar a accedir a les demandes de Ximon Peres per al ministeri d'Hisenda, que es va veure obligat a acceptar el ministeri de Defensa. A l'octubre de 2006, amb la coalició sacsejada després de la Guerra del Líban de 2006, Olmert va portar també al govern l'extrema dreta de Yisrael Beiteinu, que va abandonar la coalició el gener de 2008 en protesta per les converses de pau amb l'Autoritat Nacional Palestina.
El Partit Laborista Israelià, soci de la coalició de govern amb Kadima amenaçà amb fer caure el govern si Olmert dimitia després de les investigacions policials sobre presumpta corrupció durant els seus mandats com a ministre i com a alcalde de Jerusalem i va presentar la seva renúncia a Peres el 21 de setembre de 2008. El 23 de setembre de 2008, Peres va demanar a Tsippi Livni, líder del partit Kadima, que formés un nou govern, però no ho va aconseguir i es va haver de convocar eleccions anticipades. A les eleccions legislatives d'Israel de 2009, fou el partit més votat i va obtenir 28 escons.

### A l'oposició
Kadima va ser contra tot pronòstic, el partit més votat i amb més escons a les eleccions legislatives d'Israel de 2009, però Tsippi Livni  no va poder formar govern per la falta de suport a l'hora de bastir una aliança que li donés la majoria absoluta. En canvi, hi havia una majoria conservadora i religiosa, liderada pel Likkud que va pactar amb Israel Beitenu, el Partit Laborista Israelià i el Xas per a formar majoria i donar el càrrec de Primer Ministre d'Israel al seu líder Binyamín Netanyahu. Livni va exercir com a líder de l'oposició fins a la seva renúncia a la Knesset el 2012, després que laboristes i Yeix Atid no li donguessin el primer lloc a la llista electoral, Livni va fundar un nou partit, Ha-Tenuà.
A les eleccions de 2013, Kadima es va convertir en el partit més petit de la Knesset, guanyant només dos escons i amb prou feines superant el llindar electoral. El partit va cessar les seves activitats polítiques el març de 2015 quan va optar per no presentar-se a les eleccions de 2015.

## Resultats electorals
| Any  | Líder       | Vots    | %     | Escons   | +/- | Govern   |
| ---- | ----------- | ------- | ----- | -------- | --- | -------- |
| 2006 | Ehud Olmert | 690,901 | 22.02 | 29 / 120 | 15  | Coalició |
| 2009 | Tzipi Livni | 758,032 | 22.47 | 28 / 120 | 1   | Oposició |
| 2013 | Shaul Mofaz | 79,081  | 2.09  | 2 / 120  | 26  | Oposició |

## Membres influents del Kadima
- Ehud Olmert, Ex-primer ministre d'Israel.
- Tsippi Livni, Exministra de Relacions Exteriors, presidenta del partit i cap de l'oposició. Candidata a Primer Ministre pel Qadima per a les eleccions de febrer de 2009.
- Xaül Mofaz, Exministre de Transport. Perdé les eleccions internes del Qadima contra Livni per un escàs marge. Fou Comandant en Cap de les FDI i més tard Ministre de Defensa.
- Ximon Peres, President d'Israel.
- Dalia Itzik, Expresidenta de la Kenésset.